# Villiers-le-Sec (Alto Marne)
 Villiers-le-Sec  es una población y comuna francesa, en la región de Champaña-Ardenas, departamento de Alto Marne, en el distrito de Chaumont y cantón de Chaumont-Sud.

## Demografía
| 447 | 413 | 419 | 517 | 573 | 559 |
| Para los censos de 1962 a 1999 la población legal corresponde a la población sin duplicidades (Fuente: INSEE [Consultar]) |     |     |     |     |     |